# Одентал
Одентал (њем. Odenthal) општина је у њемачкој савезној држави Северна Рајна-Вестфалија. Једно је од 8 општинских средишта округа Рајниш-Бергиш. Према процјени из 2010. у општини је живјело 15.744 становника. Посједује регионалну шифру (AGS) 5378020, NUTS (DEA2B) и LOCODE (DE ODE) код.

## Географски и демографски подаци
Одентал се налази у савезној држави Северна Рајна-Вестфалија у округу Рајниш-Бергиш. Општина се налази на надморској висини од 149 метара. Површина општине износи 40,0 km². У самом мјесту је, према процјени из 2010. године, живјело 15.744 становника. Просјечна густина становништва износи 394 становника/km².

## Међународна сарадња
| Мјесто | Држава    | Врста сарадње | Од    |
| ------ | --------- | ------------- | ----- |
|        | Француска | партнерство   | 1996. |
| Извор  |           |               |       |